# Egeskov marked
Egeskov marked er en dansk dokumentarfilm fra 1963, der er instrueret af Anders Enevig efter eget manuskript.

## Handling
Egeskov marked afholdes hvert år den 3. onsdag i september i Kværndrup. Det er delt op i en landbrugsafdeling, hvor handelen med heste, får og maskiner foregår, og en gøglerplads, hvor de farende folk holder til med deres luftgynger, skydetelte, tombolaer, lykkehjul og to små cirkus. Markedet forberedes tirsdag og åbner tidligt onsdag morgen, gøglerpladsen dog først kl. 10. Næste dag afholder vagabonderne på tingstedet ved sportspladsen i Kværndrup deres årlige valg af "stodderkonge", en skik som går tilbage til ca. 1920.